# Luis Calvo
Luis Antonio Calvo (* 28. August 1882 in Gámbita/Kolumbien; † 22. April 1945 in Agua de Dios) war ein kolumbianischer Musiker.

## Leben
Luis Calvo wurde 1882 als Sohn von Félix Serrano und Marcelina Calvo geboren und entwickelte bereits in jungen Jahren ein großes Interesse an Musik. Nachdem sein Vater die Familie verlassen hatte, zog Luis mit seiner Mutter und seiner Schwester Florinda nach Tunja, wo er bei Tomás Posada Geigen- und Klavierunterricht erhielt. In dieser Zeit entstand seine erste Komposition, Libyen.
Im Mai 1905 zog Calvo mit seiner Familie nach Bogotá und trat dort in den Militärdienst ein. Nach mehreren Versuchen gelang es ihm, im Jahr 1907 in die Musikakademie aufgenommen zu werden, wo er bei Guillermo Uribe Holguín am Violoncello unterrichtet wurde. Im Jahr 1916 wurde bei Luis Calvo eine Lepra-Erkrankung festgestellt und er siedelte in das Sanatorium in Agua de Dios um, wo er im Oktober 1942 Ana Rodríguez heiratete und zweieinhalb Jahre nach seiner Hochzeit starb.

## Kompositionen
Das Werk von Luis Antonio Calvo umfasst eine große Anzahl von Kompositionen unterschiedlicher musikalischer Gattungen:

### Intermezzos
- Intermezzo N°1
- Intermezzo N°2 "Lejano Azul" (1916)
- Intermezzo N°3
- Intermezzo N°4

### Tänze
- Libia
- Aire de afuera
- Malva loca
- Añoranzas
- Perla del Ruiz
- Rubia Espiga
- Madeja de luna
- Ruth
- Adiós Bogotá
- Simpatía
- Emilia II
- Qué delicia
- Gacela
- María Elena

### Lieder
- Amapola
- Iris
- Gitana
- Libélula
- Nochebuena en Agua de Dios
- En la Playa
- Cuando caigan las hojas
- Lamentos de primavera
- Linda puedes morir

### Bambuco-Tänze
- El republicano
- Rosas de la alborada
- Yerbecita de mi huerto (auch: Hierbecita de mi huerto)
- Ricaurte

### Pasillo-Tänze
- Genio Alegre
- Noel
- Trébol Agorero
- Entusiasmo
- Emmita
- Arroyito que murmuras
- El tolimense

### Walzer
- Diana Triste
- Eclipses de belleza
- Encanto
- Chavita
- Cromos
- Anhelos
- Amor de Artista
- Noche de Abril
- Aminta
- Secretos
- Siguiendo tus pasos

### Märsche
- Marcha nupcial
- Apolo
- Cupido

### Pasodobles
- Nueva Granada
- Imperio Argentino

### Tangos
- Tango Argentino
- Blanca
- Princesita de Ávila
- La estrella del Caribe